# Juritis (Glicério)
Juritis é um distrito do município brasileiro de Glicério, no interior do estado de São Paulo.

## História

### Formação administrativa
- Distrito criado pelo Decreto-Lei n° 14.334 de 30/11/1944, com sede no povoado de Macuco e com território desmembrado do distrito sede de Glicério[3].

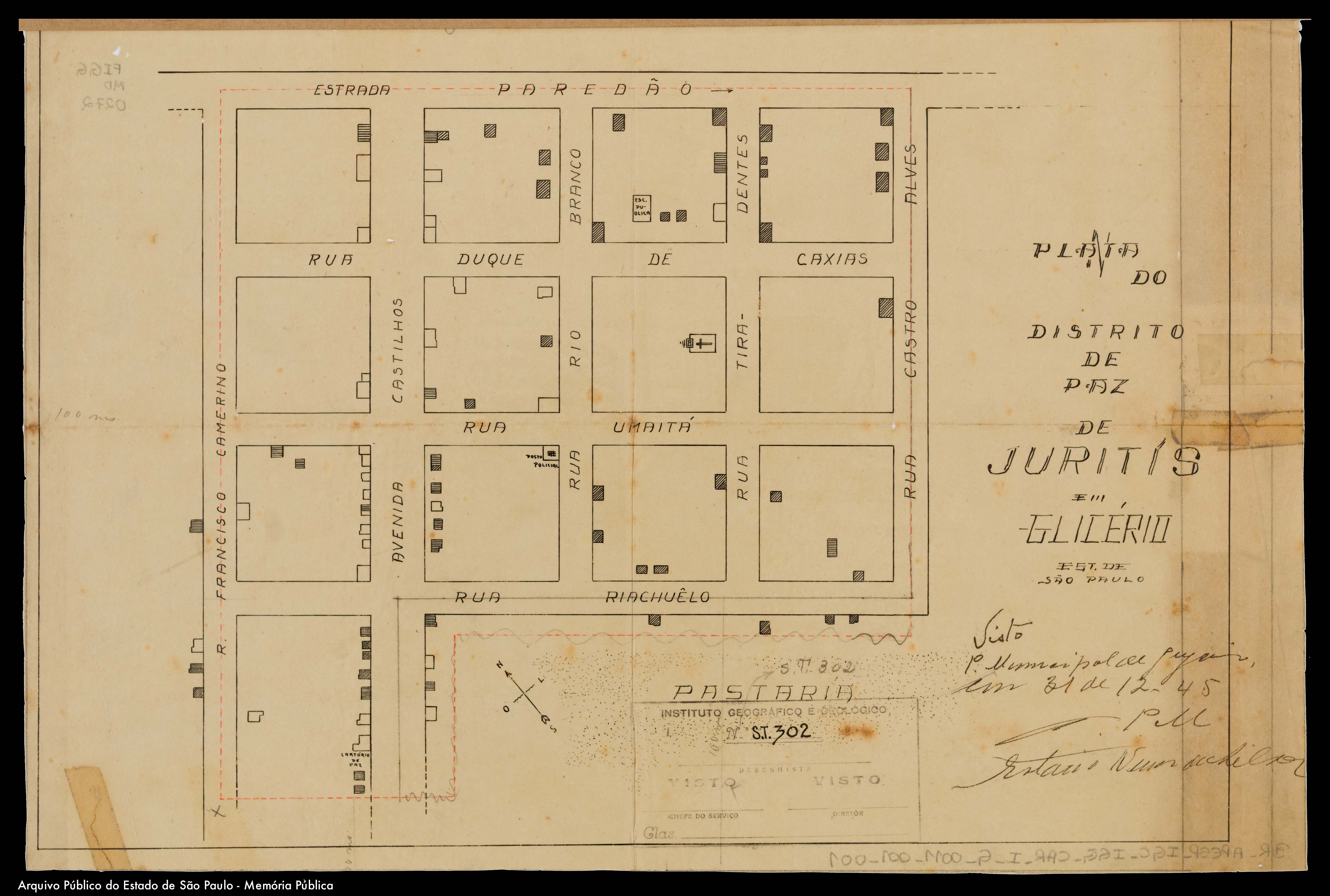

### Pedido de emancipação
O distrito tentou a emancipação político-administrativa e ser elevado à município, através de processo que deu entrada na Assembléia Legislativa do Estado de São Paulo no ano de 1998, mas o processo encontra-se com a tramitação suspensa.

## Geografia

### Demografia

#### População urbana
| Crescimento população urbana | Crescimento população urbana | Crescimento população urbana | Crescimento população urbana |
| Censo                        | Pop.                         |                              | %±                           |
| ---------------------------- | ---------------------------- | ---------------------------- | ---------------------------- |
| 1950                         | 306                          |                              | —                            |
| 1960                         | 343                          |                              | 12,1%                        |
| 1970                         | 378                          |                              | 10,2%                        |
| 1980                         | 649                          |                              | 71,7%                        |
| 1991                         | 579                          |                              | −10,8%                       |
| 2000                         | 584                          |                              | 0,9%                         |
| 2010                         | 627                          |                              | 7,4%                         |
| Fonte: IBGE e Fundação SEADE |                              |                              |                              |

#### População total
Pelo Censo 2010 (IBGE) a população total do distrito era de 1 138 habitantes.

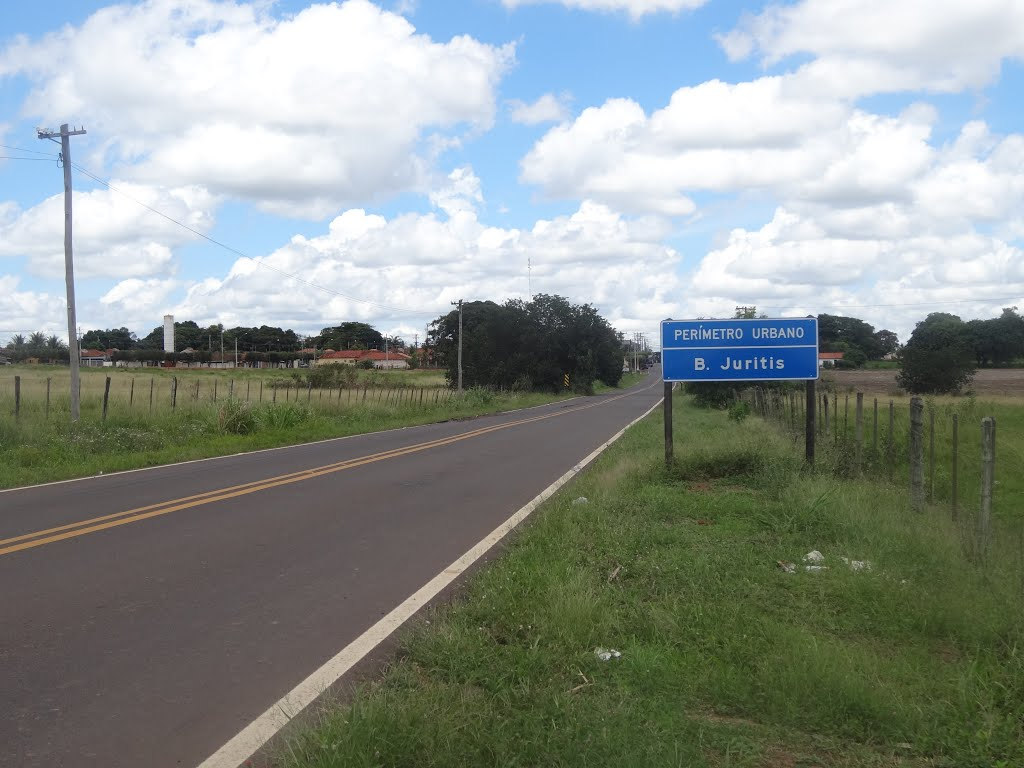
Entrada do distrito.

### Área territorial
A área territorial do distrito é de 72,944 km².

### Rodovias
O principal acesso ao distrito é a estrada vicinal Glicério - Juritis - Brejo Alegre - SP-461.

### Hidrografia
- Rio Tietê

## Serviços públicos

### Registro civil
Atualmente é feito na sede do município, pois o Cartório de Registro Civil das Pessoas Naturais do distrito foi extinto pelo  Tribunal de Justiça do Estado de São Paulo, e seu acervo foi recolhido ao cartório do distrito sede.

### Saneamento
O serviço de abastecimento de água é feito pela Companhia de Saneamento Básico do Estado de São Paulo (SABESP).

### Energia
A responsável pelo abastecimento de energia elétrica é a CPFL Paulista, distribuidora do Grupo CPFL Energia.

### Telecomunicações
O distrito era atendido pela Telecomunicações de São Paulo (TELESP), que inaugurou a central telefônica utilizada até os dias atuais. Em 1998 esta empresa foi vendida para a Telefônica, que em 2012 adotou a marca Vivo para suas operações.

## Religião
O Cristianismo se faz presente no distrito da seguinte forma:

### Igreja Católica
- A igreja faz parte da Diocese de Lins[17].

### Igrejas Evangélicas
- Assembleia de Deus - O distrito possui uma congregação da Assembleia de Deus Ministério do Belém, vinculada ao Campo de Birigui[18][19].
- O distrito também possui um templo da igreja Congregação Cristã no Brasil[20].